# Serie C 1974-1975 (pallacanestro maschile)
Il campionato di Serie C di pallacanestro maschile 1974-1975 è stato il primo organizzato dalla FIP dopo la ristrutturazione dei campionati con l'istituzione della nuova Serie A2 (2º livello), che ha declassato la Serie B al 3º livello e conseguentemente la Serie C al 4º livello della pallacanestro italiana.

## Formato e formula
La formula, molto complessa, può prevedere in casi estremi una doppia retrocessione ovvero una doppia promozione nella stessa stagione, per questo motivo sarà oggetto di tante rivisitazioni negli anni successivi.
In questa stagione vi saranno ben 11 promosse in Serie B, partite dalla Serie C. 
Le 72 squadre sono divise in 12 gironi all'italiana da sei squadre ciascuno e si incontrano con partite di andata e ritorno. 
Le prime quattro di ogni girone accedono alla II fase successiva, formando gironi con le ultime due provenienti dai gironi di Serie B.
Le ultime due insieme a quattro squadre qualificate dai gironi della Serie C parteciperanno ad un girone di "ripescaggio".
Nella III fase successiva, le ultime di questi gironi con le prime dei gironi di ripescaggio, vengono suddivise in ulteriori gironi all'italiana da sei squadre ciascuno, con partite di andata e ritorno. 
Le prime due di ogni girone accedono alla fase finale per l'ammissione alla nuova Serie B.

## Girone A
?

## Girone B

### Girone B
|  |    | Classifica Girone B 1974-1975 | Pt | G  | V | P | PtF | PtS |
|  | -- | ----------------------------- | -- | -- | - | - | --- | --- |
|  | 1. | Aurora Desio                  | ?? | 10 | ? | ? |     |     |
|  | 2. | Onda Pavia                    | ?? | 10 | ? | ? |     |     |
|  | 3. | Pertusini Varedo              | ?? | 10 | ? | ? |     |     |
|  | 4. | Azzate                        | ?? | 10 | ? | ? |     |     |
|  | 5. | Tremolada Seregno             | ?? | 10 | ? | ? |     |     |
|  | 6. | Basket Arosio                 | ?? | 10 | ? | ? |     |     |

## Girone C
?

## Girone D
?

## Girone E
?

## Girone F
?

## Girone G
?

## Girone H
?

## Girone I
?

## Girone M
?

## Girone N
?

## Girone P
?

## Verdetti
Promosse in serie B
- Junior Casale Monferrato
- Pallacanestro Pordenone
- Ferroli Scaligera Verona
- Italcantieri Monfalcone
- Amatori Carrara
- Ponte Rosso Firenze
- Sarila Libertas Rimini
- Libertas Oristanese
- Basket Latina
- Cestistica Messina
- ASSI Brindisi

 Retrocesse in serie D
?